# Данди
Данди (енгл. Dundee, шкотски Dùn Dè) је град у Уједињеном Краљевству у Шкотској. Налази се на северној обали естуара реке Теј, па је близу источне обале Северног мора. Према процени из 2022. у граду је живело 148.350 становника и четврти је град по величини у Шкотској.

## Историја
Данди је био насеље када су се ту населили Пикти пре 3.500 година. То подручје је било познато по пиктском имену Алектум. Име Данди је од гелскога Dùn Dèagh, што је значило "тврђава на Теју". Град Данди је 1191. добио повељу као краљевски град. Касније је Едвард I поништио ту повељу, па је Роберт Брус заменио новом 1327. Данди је 1545. постао град са зидинама због периода непријатељстава. Велики део града је разаран 1547. енглеским поморским бомбардовањем. За време Шкотскога грађанскога рата град је 1645. био под опсадом. Опседао га је ројалиста маркиз од Монтроза. Командант снага Оливера Кромвела у Шкотској генерал Монк је за време трећег енглескога грађанскога рата извршио 1651. инвазију. Велики део града је био уништен, а много становништва је тада страдало.
Данди се јако развио током индустријске револуције, највише због индустрије јуте. До краја 19. века већина градских радника радила је у многим фабрикама јуте и повезаним индустријама. Положај Дандија на естуару омогућавао је лак транспорт јуте из Индије. Исто тако било је лако доступно китово уље, које је било потребно у процесу производње јуте. Индустрија јуте је опадала у 20. веку, када је постало јефтиније да се прерада јуте одвија на индијском потконтиненту. Задња фабрика јуте затворена је седамдесетих година 20. века. Осим по јути град је био познат по џему и по новинарству. Мармелада је изумљена у Дандију 1797. Кејерова мармелада је постала светска марка због масовне производње и извоза по целом свету. Ипак та индустрија није никад запошљавала толико радника као производња јуте. 
У Дандију се јако развила бродограђевна индустрија у 19. веку. Само за 10 година, између 1871. и 1881. изграђено је 2.000 бродова, укључујући бродове за истраживање Антарктика РСС Дискавери и Роберт Фолкон Скот. Данди острво на Антарктику је добило име по Дандијевској експедицији на китове, која је 1892. открила Данди острво. Са ловом на китове престало се 1912, а са бродоградњом 1981. На естуарију реке Теј налазио се први железнички мост преко Теја, који је 1879. када је изграђен био најдужи железнички мост на свету. Међутим срушио се при јакој олуји са пуним возом путника годину дана након изградње.

## Становништво
Према процени, у граду је 2008. живело 150.935 становника.
| 1981.   | 1991.   | 2001.   |
| ------- | ------- | ------- |
| 174.345 | 157.808 | 154.674 |

## Економија
Око 13,5% радне снаге још ради у класичном индустријском сектору. Биомедицинска и софтверска индустрија имале су јак раст од 1980-их и Данди данас ствара 10% британске дигиталне индустрије забаве.

## Култура
У граду је седиште Шкотског плесног позоришта, а врло често гостује краљевски шкотски национални оркестар. Мекманусова галерија је грађевина у готском стилу, која представља музеј и уметничку галерију.

## Партнерски градови
- Задар
- Александрија
- Вирцбург
- Орлеан
- Nablus
- Дубаи